# Elizabeth Anne Le Noir
Elizabeth Anne Le Noir (ur. ok. 1755, zm. 1841) – poetka angielska epoki romantyzmu.

## Życiorys
Urodziła się jako Elizabeth Smart, córka pisarza Christophera Smarta i Anny Marii Carnan. W 1795 roku poślubiła francuskiego emigranta Jeana Baptiste Le Noir. Napisała i wydała między innymi trzytomowy zbiór Village Anecdotes; or, The Journal of a Year, from Sophia to Edward. With Original Poems (Wiejskie anegdoty, albo dziennik jednego roku, od Sophii dla Edwarda. Z oryginalnymi wierszami). Znanym utworem poetki jest sonet Moderate Wishes (Skromne pragnienia).